# Nueva Esparta

Nueva Espartas läge i Venezuela.

Nueva Espartas flagga.

Nueva Esparta (Nya Sparta) är en av Venezuelas delstater. Den består av öarna Isla Margarita, Coche och Cubagua.
Delstaten är den minsta till ytan och ligger utanför den nordöstra delen av Venezuelas kustlinje. Den är Venezuelas enda östat. Dess namn kommer från det hjältemod som dess invånare visade under det Venezuelanska självständighetskriget, som ansågs likna det som Spartas soldater visade i Antikens Grekland. 1909 fick den sin nuvarande status och 1947 anslöt Cubagua. Delstatens huvudstad är La Asunción, men det är Porlamar som är delstatens (samt Isla Margaritas) största stad. Andra viktiga städer är Juan Griego, Pampatar (där hamnstyrelsen finns), Punta de Piedras, San Juan Bautista, Las Guevaras, Las Hernández, Villa Rosa, Bella Vista (Margarita) och El Valle del Espíritu Santo.

## Kommuner
| Antolín del Campo       | 66    | 24 762  | La Plaza de Paraguachí      |
| Arismendi               | 55    | 27 971  | La Asunción                 |
| Díaz                    | 141   | 58 804  | San Juan Bautista           |
| García                  | 89    | 54 132  | El Valle del Espíritu Santo |
| Gómez                   | 91    | 34 803  | Santa Ana                   |
| Maneiro                 | 38    | 42 662  | Pampatar                    |
| Marcano                 | 43    | 32 948  | Juan Griego                 |
| Mariño                  | 39    | 98 208  | Porlamar                    |
| Península de Macanao1)  | 320   | 23 717  | Boca de Río                 |
| Tubores2)               | 207   | 36 973  | Punta de Piedras            |
| Villalba3)              | 61    | 8 668   | San Pedro de Coche          |
| Nueva Esparta           | 1 150 | 443 648 | La Asunción                 |
| 1) Västra halvön.       |       |         |                             |
| 2) Inklusive Cubagua.   |       |         |                             |
| 3) Det samma som Coche. |       |         |                             |

## Allmän referens
Den här artikeln är helt eller delvis baserad på material från engelskspråkiga Wikipedia, 22 augusti 2008.